# Nilapsini
Nilapsini (Nilapšini) va ser una ciutat de Mitanni, al sud-est de Washukanni, on l'exèrcit hitita que representava a Kili-Teshub, va albirar un contingent assiri (els assiris eren els protectors de Shuttarna III). Els assiris no van presentar batalla i es creu que es van retirar a causa de la seva inferioritat (tenien un sol carro de combat).
Des d'allí Piyasilis I de Karkemish i Kili-Teshub van marxar contra la capital de Shuttarna, Taite.